# 能美市立辰口中央小学校
能美市立辰口中央小学校（のみしりつ たつのくちちゅうおうしょうがっこう）は、石川県能美市にある公立小学校。

## 沿革

### 辰口地区
三ツ屋小学校（修立小学校）
- 1873年（明治6年）9月 - 創立される。
- 1877年（明治10年）- 修立小学校へ改称され、宝海寺前の「イ32番地」に校舎を新築。

三省小学校
- 1876年（明治9年）- 三ツ屋小学校より分離し創立される（辰口集落、民家の一部に仮校舎）。
- 1877年（明治10年）- 薬師山麓に2階建ての独立校舎を新築し校舎移転。

火釜小学校（弘道小学校）
- 1876年（明治9年）- 創立される（民家の一部に仮校舎）。
- 1877年（明治10年）- 弘道小学校へ改称され、校舎を増築。

辰口小学校
- 1885年（明治18年）- 三省、弘道、修立の3小学校を統合し辰口小学校へ改称。
- 1887年（明治20年）11月 - 校舎移転。
- 1890年（明治23年） - 「改正小学校令」の発令で、これに伴い辰口小学校は辰口尋常小学校となる。

徳山小学校
- 1886年（明治19年）- 簡易科小学校として創立される。
- 1890年（明治23年） - 「改正小学校令」の発令で簡易科小学校が廃止され、これに伴い徳山小学校は徳山尋常小学校となる。
- 時期不明 - 閉校。

辰口尋常小学校または山上西尋常高等小学校と統合と考えられる。
山上西尋常高等小学校
- 1909年（明治42年）6月 - 辰口小学校が校舎移転、高等科を併設し山上西尋常高等小学校と改称。

この校舎は1960年12月まで使用される。
辰口国民学校
- 1941年（昭和16年）4月 - 「国民学校令」の公布により、辰口国民学校と改称。
- 1944年（昭和19年）9月 - 国民学校初等科高学年児童の集団疎開に伴い、大阪市高倉国民学校の児童（54名）および引率教員（訓導3名、寮母1名）を受け入れ。
- 1945年（昭和20年）4月 - 戦況の悪化に伴い、高等科の授業を停止。

辰口小学校
- 1947年（昭和22年）4月 - 山上村立辰口小学校と改称
- 1956年（昭和31年）9月30日 - 能美郡山上村、久常村、国蔵村の町村合併に伴い、辰口町立辰口小学校と改称。
- 1961年（昭和36年）1月 - 新校舎完成（現在の辰口中学校の校舎）。1月16日には落成式を挙行。
- 1962年（昭和37年）8月 - 校内に併設だった保育所が校地の北西部（現在の辰口中学校の自転車置き場付近）へ移転。
- 1964年（昭和39年）6月 - 現在の辰口中央小学校の校舎の第1期工事完成。
- 1964年（昭和39年）8月 - 現在の辰口中央小学校の校舎の第2期工事完成。
- 1964年（昭和39年）10月1日 - 現在の辰口中央小学校の校舎において統合中学校校舎竣工式を挙行。
- 1965年（昭和40年）4月 - 校舎を現在地へ中学校との交換移転。
- 1966年（昭和41年）3月25日 - 閉校式を挙行。

### 久常地区
徳久小学校（行成小学校）
- 1873年（明治6年）9月 - 徳久小学校、創立される。
- 1875年（明治8年）- 徳久小学校が行成小学校（地域名から徳目的名称）へ改称される。
- 1880年（明治13年）9月 - 行成小学校、静照寺境内に独立校舎を新築し校舎移転。
- 1885年（明治18年）- 行成小学校を徳久小学校へ改称。

久常尋常小学校
- 1890年（明治23年） - 「改正小学校令」の発令で、これに伴い久常小学校は久常尋常小学校となる。
- 1902年（明治35年）- 高等科を併設。
- 1928年（昭和3年）5月 - 校舎改築、久常尋常高等小学校と改称。

久常国民学校
- 1941年（昭和16年）4月 - 「国民学校令」の公布により、久常国民学校と改称。
- 1945年（昭和20年）4月 - 戦況の悪化に伴い、高等科の授業を停止。

久常小学校
- 1947年（昭和22年）4月 - 久常村久常村立久常小学校と改称
- 1956年（昭和31年）9月30日 - 能美郡山上村、久常村および能美郡寺井野町、久常村の町村合併に伴い、辰口町寺井町学校組合立久常小学校と改称。
- 1958年（昭和33年）4月 - 通学区域のうち、寺井町に属する区域（秋常、末寺、新保）が寺井町立粟生小学校へ区域替えとなり、全児童が辰口町に属する区域から通学することとなったため、辰口町立久常小学校へ改称。
- 1966年（昭和41年）3月25日 - 閉校式を挙行。

### 統合後
中央小学校
- 1966年（昭和41年）4月 - 辰口・久常両小学校を統合し辰口町立中央小学校と称す。4月5日には開校式を挙行。
- 1966年（昭和41年）7月15日 - プール竣工。
- 1967年（昭和42年）11月11日 - 虫歯半減運動で日本学校歯科医師会表彰。
- 1972年（昭和47年） - 旧久常小学校の校舎が火災で焼失。
- 1973年（昭和48年）10月7日 - 創立百周年記念式を挙行。ましじ広場完成、ましじ音頭を制定する。
- 1974年（昭和49年） - 第2プール（小プール）完成。
- 1976年（昭和51年） - この頃より秋のバザーが始まる。
- 1979年（昭和54年）3月 - 特別教室棟完成。
- 1981年（昭和56年）3月 - 低学年棟完成並びに増築記念事業。
- 1987年（昭和62年）3月 - 現体育館完成。
- 1989年（平成元年）9月 - 運動場改修工事終了、中庭岩石園完成。
- 1990年（平成2年）12月 - ましじ広場に大型遊具設置。
- 1996年（平成8年）8月 - 創立３０周年記念事業「ましじ広場整備」。
- 2002年（平成14年）8月 - 県社会科教育研究大会能美大会発表。

辰口中央小学校
- 2005年（平成17年）2月1日 - 能美郡根上町、寺井町、辰口町の3町合併により能美市誕生。市制施行に伴い、能美市立辰口中央小学校と改称。

## 通学区域
- 能美市 辰口町、湯屋町、徳山町、倉重町、出口町、三ツ屋町、山田町、来丸町、火釜町、上開発町、下開発町、北市町、徳久町、荒屋町、高座町、上清水町、下清水町、緑が丘1～11丁目、松が岡1～5丁目

卒業生は基本的に能美市立辰口中学校へ進学する。

## 周辺
- 辰口温泉
- 辰口丘陵公園
- いしかわ動物園
- 辰口郵便局

かつては北東約500mの地点に北陸鉄道能美線辰口温泉駅が、北約300mの地点に上開発駅があったが、1980年9月14日に廃線、両駅とも廃駅となった。廃線跡は道路になっている。

## 特色
金管バンドの活動が盛んである。サッカー大会では優勝経験も。

## 交通
- IRいしかわ鉄道線能美根上駅より、能美市コミュニティーバス・のみバス市内連携バス（ピンク色）にて「辰口温泉」バス停下車。徒歩約5分。
- IRいしかわ鉄道線小松駅より、加賀白山バス「クアハウス九谷経由・辰口」行きにて「辰口温泉」バス停下車。徒歩約5分。
- 国道8号金沢西バイパス五間堂IC（五間堂交差点）より一部市道を経由し、石川県道4号小松鶴来線利用。